# Arlette Roxburgh
Ar Muff Roxburgh là một ca sĩ và nhạc sĩ người Mỹ gốc Trinidadian. Cô sinh ra ở Trinidad. Cô được biết đến với việc hát The Star-Spangled Banner trước khi các trận đấu trên sân nhà của New Jersey Devils bắt đầu. Khi Nets ở New Jersey, cô cũng hát quốc ca trước trận đấu trên sân nhà của họ vào thời điểm đó.

## Giáo dục và những năm đầu
Roxburgh được sinh ra trên đảo Trinidad. Khi còn nhỏ, cô hát trong dàn hợp xướng nhà thờ và tiếp tục cho đến khi cô còn là một thiếu niên. Sau này, cô thành lập một nhóm hát của riêng mình và biểu diễn tại các chương trình tài năng và các sự kiện xã hội. Roxburgh theo học tại Đại học Long Island và theo đuổi bằng cử nhân Hóa học. Khác với việc học, cô vẫn tin rằng âm nhạc rất quan trọng với mình. Trên thực tế, khi còn học đại học, cô đã ở trong một ban nhạc đám cưới với tư cách là ca sĩ chính. Một thời gian sau, cô gặp một người đàn ông Ý tên Luigi Scapino đến từ Rome, Ý. Năm 1995, họ biểu diễn cùng nhau như một bộ đôi. Một năm sau, sau khi tốt nghiệp, Roxburgh và Luigi kết hôn. Tại thời điểm đó, cô đã hoàn toàn dành sự nghiệp mình cho âm nhạc.

## Sự nghiệp âm nhạc

### Ca sĩ của New Jersey
Năm 1996, sau đó, New Jersey Devils GM Lou Lamoriello đã gặp Roxburgh trên đường phố New York trên Đại lộ 2. Anh nhận thấy cô đang hát trong một nhà hàng và xem một lúc. Lamoriello đã rất ấn tượng bởi tài năng âm nhạc của cô, vì vậy anh ấy đã hỏi Roxburgh rằng cô ấy có thể biểu diễn The Star-Spangled Banner trước trận đấu trên sân nhà của Devils không. Cô nhanh chóng chấp nhận lời đề nghị và trở nên thành công ngay lập tức cho tất cả người hâm mộ của Devils. Đôi khi Ar Muff gọi Lamoriello, "Chú Lou". Cô được coi là "ca sĩ quốc ca" chính thức của Devils. Ngoài ra, khi Nets ở New Jersey tại Sân bay Continental Airlines cũ, Ar Muff đã hát quốc ca trong các trận đấu tại sân nhà của họ. Cô có hai con, một trai một gái.

### Những công việc khác
- Ar Muff đã biểu diễn bài hát chủ đề của NY1 có tên là "New York One" năm 2009. [cần giải thích]
- Hiện tại Roxburgh và chồng cô đang làm việc cho một dự án âm nhạc Ý và đang trình diễn các bài hát khác nhau của Ý như O Sole Mio và Tarantella.

## Danh sách đĩa hát
- America: Stronger Than Ever (2002)
- Save me (Đĩa đơn (2014)

## liên kết ngoài
- Trang web chinh thưc Lưu trữ ngày 13 tháng 7 năm 2019 tại Wayback Machine